# Alejandro Schaikis
Alejandro Schaikis (* in Buenos Aires) ist ein argentinischer Violinist.
Schaikis studierte in seiner Heimatstadt bei Ljerko Spiller, Symsia Bajour, Sergio Hualpa und Fernando Hasaj und erhielt mehrere Stipendien der Asociación Camping Musical Bariloche. Er wurde Mitglied des Orquesta Juvenil de Radio Nacional LRA und spielte im Philharmonieorchester von Buenos Aires. 
Ab 1982 war Schaikis Solist des Orquesta de Cámara Mayo, dem er 21 Jahre lang angehörte. Er wirkte an Plattenaufnahmen des Orchesters mit und nahm an Konzertreisen durch Uruguay, Chile, Mexiko, Puerto Rico, die USA, die Schweiz und Holland. 1985–86 gab er eine Reihe von wöchentlichen Kammermusikkonzerten, die vom Centro de Divulgación Musical veranstaltet wurden. 1997 vervollkommnete er seine Ausbildung als Stipendiat an der International Menuhin Music Academy in Gstaad bei Alberto Lysy und nahm an einer Konzerttournee durch Europa teil.
Ab 1992 war Schaikis Konzertmeister des Orquesta Sinfónica Nacional Argentina. Als Mitglied des von Andrés Linetzky geleiteten Sextetts Vale Tango spielte er 2002 die Alben Danza Maligna und Músicas de Noche ein. 2003 nahm er am Festival Buenos Aires II in Paris teil. Als Mitglied der Tango x2 Company unter Leitung des Choreographen Miguel A. Zotto wirkte er an der Show Tangos de la cruz del sur mit. Zudem ist er Mitglied des von Roberto Álvarez geleiteten Orchesters Color Tango.